# Hebius yanbianensis
Hebius yanbianensis (яньбяньський вуж) — вид змій родини полозових (Colubridae). Ендемік Китаю. Описаний у 2018 році.

## Поширення і екологія
Яньбяньські вужі мешкають в повіті Яньбянь на півдні провінції Сичуань, а також спостерігалися в повіті Ченцзян в провінції Юньнань. Вони живуть в сухих долинах Гендуаншаню, на берегах річок.